# Yorkshire Championships 1980
Die Yorkshire Championships 1980 im Badminton fanden im Januar 1980 in York statt.

## Sieger und Platzierte
| Disziplin    | Gold                            | Silber                           | Bronze                           |
| ------------ | ------------------------------- | -------------------------------- | -------------------------------- |
| Herreneinzel | Brian Wallwork                  | Gordon Hamilton                  | John Unwin                       |
| Herreneinzel | Brian Wallwork                  | Gordon Hamilton                  | Mark Harry                       |
| Dameneinzel  | Paula Kilvington                | Diane Underwood                  | Kathleen Redhead                 |
| Dameneinzel  | Paula Kilvington                | Diane Underwood                  | Pamela Hamilton                  |
| Herrendoppel | Gordon Hamilton David Joiner    | D. Keating Peter Higman          | John Unwin Phil Kidger           |
| Herrendoppel | Gordon Hamilton David Joiner    | D. Keating Peter Higman          | Brian Wallwork John Cocker       |
| Damendoppel  | Kathleen Redhead Bridget Cooper | Paula Kilvington Barbara Beckett | Christine Heatly Pamela Hamilton |
| Damendoppel  | Kathleen Redhead Bridget Cooper | Paula Kilvington Barbara Beckett | A. Walker Pat Waldron            |
| Mixed        | John Cocker Kathleen Redhead    | Peter H. Wood Bridget Cooper     | David Joiner Christine Heatly    |
| Mixed        | John Cocker Kathleen Redhead    | Peter H. Wood Bridget Cooper     | Mike Brown Pat Waldron           |